# Клуб Мед
„Клуб Медитеранѐ“ (на френски: Club Méditerranée), по-известен като „Клуб Мед“ (Club Med), е френска туристическа компания, която притежава 80 ваканционни курорта в 35 страни на 5 континента. В Club Med всяка година почиват по 1,5 милиона души от цял свят.

## История
Club Med е основана през 1950 г. като организация с нестопанска цел от белгийския олимпийски шампион по водна топка Жерар Блиц. Неговото желание е да изгради райско място, където хората да почиват пълноценно, като се откъснат напълно от цивилизацията и своето работно ежедневие. Първото ваканционно селище, което Блиц създава, представлява палатков лагер на испанския остров Майорка, без електричество и течаща вода, в който гостите сами приготвят храната си и почистват, прекарват времето си на открито, общуват помежду си, спортуват. Членове на Club Med стават многобройни привърженици на идеята за хармония с природата, физическа активност и свобода. Печалбата не е цел на организацията, събират се толкова средства, колкото да се покриват разходите.
Club Med е превърнат в печеливш бизнес от съдружника на Жерар Блиц, Жилбер Тригано. Той заменя палатките със сламени постройки, а по-късно със сгради и бунгала, оборудвани с всички удобства, които карат гостите да се чувстват като у дома си. Наема и служители, които да се грижат за почиващите.
През 1956 г. Club Med открива първия зимен курорт, който се намира в Швейцария. През 1961 г. стъпва в Израел. През същата година в компанията инвестира барон Едмонд дьо Ротшилд и броят на курортите се увеличава многократно.
През 1965 г. лично кралят на Мароко, Хасан II, настоява на територията на кралството му, да се открие Club Med. С негова благословия истинско „селище“ се открива в сърцето на един от огромните паркове на Агадир.
Club Med привлича предимно млади необвързани хора до 1967 г., когато отваря врати първият Mini Club Med. Поставя се началото на семейния тип почивка. Първите гости на Club Med вече са пораснали, задомили са се, имат деца, затова компанията започва да предлага ваканции за цялото семейство. Концепцията на Mini Club Med е почивка, през която родителите могат да поверяват грижата за децата си на квалифицирани служители, а самите деца да участват в програми, в които забавленията и спортът се съчетават с учене и развиване на различни умения.
През 1968 г. Club Med открива селище на Антилския архипелаг, в Гуаделупа. Американското списание Life посвещава на курорта няколко страници. В резултат американците откриват Club Med.
През 1971 г. Club Med открива селище и в Африка. През 1980 г. компанията стъпва в Бора Бора, Малайзия, Бразилия, Мексико, Бахамските острови, Саудитска Арабия, а седем години по-късно и в Япония.
През 1989 г.Club Med построява най-големия пътнически кораб в света Club Med 2: 187 метра дълъг, с 5 мачти, за 450 гости. Малко по-късно е пуснат втория пътнически гигант, който в продължение на 6 години обикаля Тихия океан, Средиземно море и Карибите.
През 1995 г. Club Med престава да бъде клуб в юридическия смисъл на думата и се преобразува от организация с нестопанска цел на търговско дружество. Концепцията за членство се запазва, като всеки клиент заплаща такса за присъединяване и ежегодна членска вноска.
След няколкогодишен опит на новия управител Филип Бургиньон да насочи компанията към развиване на услуги като фитнес центрове, барове и ресторанти. През 2001 г. Club Med се завръща към първоначалната си дейност, но се препозиционира като организация, която предлага луксозни почивки, насочени предимно към семейства.
През 2002 г. ръководството на компанията се поема от Анри Жискар д’Естен, син на президента на Франция Валери Жискар д’Eстен.
През 2006 и 2007, Club Med инвестира 530 милиона долара в обновяване на своите ваканционни селища. Откриват се нови комплекси, някои от старите се затварят, други се реновират.
През 2010 г. Club Med открива първите си курорти в Китай – Ябули и в Египет – Синай.

## Концепция
При създаването на Club Med, основателите стъпват на 5 основни принципа. Първият, който се е запазил и до днес, е: ваканция, по време на която не използваш пари. На един от собствениците на компанията му хрумва вместо с пари хората да се разплащат с мъниста. Той се вдъхновява от пластмасовата гривна на дъщеря си. Разноцветните мъниста стават „международна валута“, която се използва за разплащане.
Останалите 4 принципа, с които се заражда идеята за Club Med, са: не се чувстваш изолиран (масите са за минимум 8 души); обличаш се, както ти е удобно, говориш с всички на „ти“; не заключваш врати.
С годините много от нещата се променят. Ако преди години хората са отивали на вечеря по бански и спортно облечени, днес повечето носят елегантни вечерни дрехи. Вратите също се заключват, а учтивата форма на общуване се чува често. Основната идея обаче – човек да се чувства свободен по време на своята почивка – се запазва и днес. Това включва голям избор от дейности (спорт, развлечения, екскурзии), които може да правиш, когато поискаш; свобода да не мислиш за нищо, защото домакините са предвидили всичко до най-малкия детайл.

## Тризъбец
Club Med сама изгражда и управлява ваканционните си селища. Компанията изгражда собствени стандарти за добра ваканция. Мерната единица за качество в Club Med е не звезда, а тризъбец, идентифициращият символ на бога на морето и океаните, Посейдон.
Тризъбецът се използва и като лого на Club Med, като символизира трите елемента: сърф, слънце и пясък.

## Обслужване
Служителите, които се грижат за гостите във ваканционните селища на Club Med, се наричат GOs, което идва от gentle organizers, или любезни домакини.
Клиентите са GMs, съкратено от great members – специални членове.
Хората, които съпровождат работата на GOs, като готвачите и камериерите например, се наричат GEs, от Gentle Employees (любезни служители).
Отличителна черта на Club Med е, че GOs и GMs се хранят, спортуват и се забавляват заедно всеки ден. Доброто прекарване заедно е част от изживяването в Club Med. Във ваканционните селища на веригата работят 15 000 GOs от 100 различни националности, които обслужват гостите на 40 езика.
GOs нерядко са ексцентрични индивиди и бъдещите посетители на курортите избират дестинация в зависимост от това кой от тях ще се грижи лично за тях.

## Mini Club Med
Club Med въвежда в курортите си през 1967 г. програма за грижа и дейности на децата по време на почивката, която нарича Mini Club Med. Този новаторски модел за пълноценна ваканция на цялото семейство става отличителна черта на Club Med, заради която компанията си спечелва прозвището „специалистът в семейните почивки“. „Мини клубовете“ се разделят на 5 вида според възрастта на децата, за които са предназначени: за бебета от 4 до 23 месеца; за 2- и 3-годишни деца; за деца на възраст от 4 до 10 години; за тийнейджъри от 11 до 17 години.
За различните възрастови групи са предвидени забавления, игри, симулации, обучения, екскурзии, над 60 вида спорт – тенис, катерене, колоездене, карате, стрелба с лък, водна аеробика, водни ски, гмуркане, уиндсърфинг и т.н. Най-малките развиват сетивата си чрез занимателни игри.
Има специални програми като „децата в кухнята“, където се учат основни техники за готвене, „децата във фермата“ за откриване света на животните и растенията по забавен начин, програми с певци, разказвачи на приказки, актьори, дейности за опознаване на местната култура. За тийнейджърите (11 – 17 години) е разработена специална програма „Обиколи света“, която включва специална зона за артистични занимания, кино, театър, танци, туризъм, нощен живот.
Характерно за „мини клубовете“ е, че хората, които се грижат за децата, са със съответната квалификация и опит и задължително говорят по няколко езика.
Във всеки курорт има стаи за хранене на бебета, оборудвани с всички необходими продукти (плодове, млека, зърнени закуски) и уреди за приготвяне на бебешка храна (микровълнова печка, нагревател за бебешки бутилки, миксер). В повечето ресторанти във веригата е обособена кухня, където отделно се готви храната за децата, различна според възрастта им.